# 電灯中央局
電灯中央局（でんとうちゅうおうきょく）または第一発電所（だいいちはつでんしょ、1896年以降の名称）は、明治時代の名古屋市中区に存在した火力発電所（石炭火力発電所）である。
明治・大正期の電力会社名古屋電灯が1889年（明治22年）の開業時に用意した発電所で、1904年（明治37年）まで15年間運転された。発電所出力は最大250キロワット。跡地には中部電力の電気文化会館（でんきの科学館）が建つ。

## 建設
1887年（明治20年）9月、士族授産の活動から起業された名古屋電灯が、東京電灯に続く日本で2番目の電灯会社として設立された。同社は最初の発電所を建設するにあたり、温泉場と長屋があった南長島町・入江町2丁目（現・中区栄2丁目2番）にまたがる土地359坪を2300円で購入。庭と長屋を撤去した跡に発電所を建設し、温泉場の建物を改修して本社事務所とすることとなった。1888年（明治21年）11月、まず本社の整備が完了。次いで翌1889年（明治22年）3月、発電所「電灯中央局」の建設許可を得た。「中央局」という名称は、当時発電所が英語で「Central Station」と呼ばれていたことちなむ。
建設工事は順調に進み、4月に煉瓦造りの建屋が完成、6月にはアメリカ・ドイツに発注していた発電設備が到着した。発電所工事については先に開業していた東京電灯が担当している。8月からは電柱・電線路の工事も始まる。そして1889年11月3日の天長節をもって発電所が落成し、電線路工事も含めすべての工事が終了した。しかしながら白熱電球が海難事故のため未到着で開業できず、やむなく広小路本町の交差点にアーク灯を点灯して市民に対する宣伝活動を行った。その後電球の第2次出荷分がドイツから到着し、1か月遅れの12月15日、発電所からの送電が始まって名古屋電灯は開業に至った。
完成当初の建屋は建坪80.5坪の平屋建て煉瓦造で、高さ23.8メートルの煙突が付属した。発電設備は総出力100キロワットで、以下の機械で構成された。
- 米国製80馬力ボイラー3台
- 米国アーミントン・アンド・シムス (Armington & Sims) 製蒸気機関2台
- ドイツ・AEG製エジソン式10号型直流発電機（出力25キロワット）4台 - 配電方式は直流250ボルト3線式。16燭光の電球1600灯を点灯可能[6]

これらの設備は会社設立直後の1887年10月から翌年4月にかけて、士族の丹羽精五郎とその甥で帝国大学工科大学を出たばかりの丹羽正道（名古屋電灯主任技術者就任）が直接アメリカ・ドイツに赴いて購入を契約したものである。設備のうち、トーマス・エジソンが発明したエジソン式発電機については、横浜にあるフレーザー商会が日本での専売権を持っており、東京電灯などは同商会を経由して購入していたが、日本での価格はアメリカ市場より著しく高いという問題があった。両名はアメリカで商会と値下げ交渉にあたったが進展せず、やむなく商会の仲介でエジソン本人と面談する。するとエジソンからドイツ・エジソン社（後のAEG）を紹介され、同型のエジソン式発電機を同社から低価格で購入することになった。また蒸気機関については、バブコック・アンド・ウィルコックス (B&W) と契約する予定であったが、フレーザー商会からエジソン式発電機に適合しないとの意見があり他社製に変更された。ただしそのことをエジソン本人に確認すると、B&W製機関は性能優秀で自らの研究所でも使用していると答えたという。

## 増設
1891年（明治24年）10月28日朝、濃尾地震が発生した。名古屋市内でも家屋倒壊など多数の被害が出たこの地震により、電灯中央局でも煙突が折損する、機械室の妻面に亀裂が入るなど被害が生じるも、発電設備自体は無事であった。修理中は発電停止（供給停止）を余儀なくされたが、2か月後の同年12月24日に復旧した。この震災やその後相次いだ大火により市民の防災意識が高まった結果、電灯の需要が増加に向かう。そこで1892年（明治25年）5月、名古屋電灯は初めての発電所増設を決定。京都電灯から不要となった設備一式を譲り受け、翌1893年（明治26年）2月までに据え付けた。これら第1次増設は以下の機械から構成された。
- 米国ナショナル水管式汽缶製100馬力ボイラー1台
- 三吉電機工場製蒸気機関1台
- 三吉電機工場製エジソン式直流25キロワット発電機2台

上記工事中の1892年10月、会社初の増資を伴う設備増設が決定。1893年10月設備の発注、翌1894年（明治27年）電気室・ボイラー室の増築工事と準備が進められ、同年7月末までに増設工事が竣工した。この第2次増設による設備は以下の通り。
- 岡谷商店製70馬力ボイラー1台
- 米国セーフティ・スチーム・パワー製蒸気機関1台
- ドイツ・AEG製直流25キロワット発電機2台

日清戦争終戦後、陸軍第三師団が凱旋したことによる師団各隊への電灯取付の増加、灯油価格の高騰、さらに競合会社愛知電灯（1894年12月開業）の出現に伴う料金値下げといった事象が重なって、電灯の需要が急増した。これに応えるべく名古屋電灯は3度目の増設を決定、1895年（明治28年）2月設備を発注し、同年12月30日までにすべての据付を終えた。この第3次増設による設備は以下の通り。
- 神戸川崎造船所製70馬力ボイラー1台
- 米国セーフティ・スチーム・パワー製蒸気機関1台
- ドイツ・AEG製直流25キロワット発電機2台

3度にわたる増設の結果、電灯中央局は発電機10台・総出力250キロワットの発電所となった。翌1896年（明治29年）、名古屋電灯が愛知電灯を合併し、5月に同社発電所を継続使用する認可を得ると、下広井町（現・中村区名駅南）にあった愛知電灯発電所が「第二発電所」と命名され、南長島町の電灯中央局は「第一発電所」と改称された。

## 運転停止とその後
愛知電灯の合併後、さらなる需要増加の対策として名古屋電灯では開業以来の低圧直流送電方式を効率の良い高圧交流送電方式に転換することを決定、水主町（現・名駅南）にて第三発電所、後の水主町発電所の建設に着手した。第三発電所はまず300キロワット発電機1台からなる第1期工事が1901年（明治34年）6月に落成、7月22日より交流2,300ボルト送電が始まる。次いで同型発電機1台を追加する第2期工事も完成して1904年（明治37年）6月4日より送電を開始した。
新しい水主町発電所の建設に伴い、直流送電の旧式発電所は順次淘汰された。まず水主町発電所運転開始の2日後に下広井町の第二発電所が運転を停止する。南長島町の第一発電所についても、1904年の2台目の発電機運転開始と同時に運転を停止し、予備発電所となった。停止後の第一発電所では、構内にあった本社が同年7月に水主町発電所構内へと転出。その後は建屋が試験室や電線・器具の倉庫として活用されたが、1911年（明治44年）9月17日、試験室からの発火で全焼した。焼け跡には、電線・器具を収納する煉瓦造り2階建ての2棟からなる「南長島町倉庫」が建てられた。
電灯中央局の跡地には、1986年（昭和61年）になって中部電力の電気文化会館（でんきの科学館）が建設された。会館正面広場の壁面には「中部地方電気事業発祥の地」のプレートが掲げられている。